# おかやま信用金庫
おかやま信用金庫（おかやましんようきんこ）は、岡山県岡山市北区に本店を置く信用金庫である。

## 沿革
2000年（平成12年）3月21日 に、岡山相互信用金庫、岡山信用金庫、玉野信用金庫の3つが合併して発足。岡山相互信用金庫を存続会社とした。

### 年表
- 2000年（平成12年）3月21日、おかやま信用金庫として発足。
- 2001年（平成13年）2月5日、経営破綻した岡山市民信用金庫の全事業を譲り受ける。
- 2013年（平成25年）
  - 4月7日、創立100周年記念式典を開催[1]。
  - 4月8日、内山下スクエアがオープン[2]。
- 2019年（令和元年）9月4日、県内8信金で「岡山県しんきん事業承継プラットフォーム」設立を発表[3]。

### 前身
岡山相互信用金庫
- 1913年（大正2年） : 4月、産業組合法に基づき、有限責任岡山信用組合として設立。
- 1922年（大正11年） : 11月、有限責任信用組合岡山相互金庫に改称。
- 1943年（昭和18年） : 8月、市街地信用組合法に基づき、岡山相互信用組合に改称。
- 1951年（昭和26年） : 12月、信用金庫法に基づき、岡山相互信用金庫となる。

岡山信用金庫
- 1929年（昭和4年） : 7月、産業組合法に基づき設立。
- 1951年（昭和26年） : 10月、信用金庫法に基づき、岡山信用金庫に改組。

玉野信用金庫
- 1942年（昭和17年） : 10月、産業組合法に基づき設立。
- 1951年（昭和26年） : 10月、信用金庫法に基づき、玉野信用金庫に改組。

岡山市民信用金庫
- 1916年（大正5年） : 6月、産業組合法に基づき設立。
- 1951年（昭和26年） : 12月、信用金庫法に基づき、岡山市民信用金庫に改組。
- 2000年（平成12年） : 4月14日、経営破綻[4]。

## 事業区域
- 岡山市、倉敷市、玉野市、総社市、備前市、瀬戸内市、赤磐市、加賀郡吉備中央町のうち旧御津郡加茂川町域、都窪郡、和気郡、久米郡久米南町、久米郡美咲町のうち江与味、香川県香川郡直島町。ただし、岡山市北区の一宮地区、吉備津地区、高松地区、足守地区は総社市に本社がある吉備信用金庫の事業区域になっていて、店舗は無い代わりに吉備信用金庫の店舗（一宮支店と高松支店）がある。おかやま信用金庫に口座があれば外交員は来てくれる。

## ATMについて
- ATMでは、おかやまATMネットサービスに加盟している岡山県内各金融機関（県内の他の信用金庫〈★に掲げられた6信金[注 1]〉、中国銀行・トマト銀行・笠岡信用組合）のキャッシュカード、及び県外の信用金庫（しんきんATMゼロネットサービス）のキャッシュカードについては自信金扱いとなる（サービスの詳細は各項目を参照のこと）。

## 内山下スクエア
内山下スクエア（うちさんげスクエア）は、創立100周年事業として有限責任岡山信用組合発祥の地、岡山市北区内山下の内山下支店をリニューアルする形で安藤忠雄の設計により建設され、2013年（平成25年）4月8日にオープンした4階建ての建物。屋上庭園は地域に開放している。